# David Cryan
David Cryan (* 1990/1991) je americký scenárista. Žije v kanadském Ontariu.
Cryan je autorem scénáře dílu seriálu Simpsonovi Utajený šéf. Na Twitteru oslovil showrunnera Ala Jeana a požádal ho, aby si přečetl nějaké jeho návrhy scénářů. Cryan doufal, že dostane příležitost předložit scénář pro Simpsonovy, ale na Jeana udělaly Cryanovy návrhy, zejména pro seriály Viceprezident(ka) a Curb Your Enthusiasm, dostatečný dojem, a tak Cryana pozval do týmu scenáristů seriálu. Cryan však nabídku nemohl přijmout, protože mu byla zamítnuta žádost o vízum do Spojených států. Jean mu tedy místo toho nabídl, aby napsal jednu epizodu na volné noze. Cryan se rozhodl napsat díl kolem své oblíbené postavy pana Burnse. Jde o první Cryanův televizní díl.

## Scenáristická filmografie

### Simpsonovi
- Utajený šéf

### Seriály
- Viceprezident(ka) (návrh)
- Curb Your Enthusiasm (návrhy)

### Krátké filmy
- The Tupperware Party